# Николаев, Сергей Алексеевич
Сергей Алексеевич Николаев (27 января 1946, Челябинск — 15 марта 2013, Ярославль) — советский хоккеист, советский и российский хоккейный тренер. Заслуженный тренер РСФСР (1987). Мастер спорта СССР международного класса (1973).

## Биография
Родился 27 января 1946 года в Челябинске. Воспитанник хоккейной школы местного «Трактора».
Отыграл в основном составе родного клуба два сезона — 1963/1964 и 1964/1965. Начиная с лета 1965 года провёл семь сезонов в составе воскресенского «Химика», стал в его составе бронзовым призёром 1969/1970. Сезоны 1972/1973 и 1973/1974 провёл в московском «Спартаке», в первом из них команда стала серебряным призёром. Заканчивал карьеру игрока в уфимском «Салавате Юлаеве», вместе с которым вышел в Высшую лигу.
Окончил Высшую тренерскую школу в Москве, после чего был приглашён в ярославское «Торпедо». Тренировал его в 1980—1990 годах, выведя с предпоследнего 15-го места во Второй лиге в Первую лигу в 1983 году, а затем в Высшую лигу в 1987 году. В 1990 году уехал на 8 месяцев в немецкий клуб «Кассель», игравший тогда в местном втором дивизионе. Когда вернулся, работал коммерческим директором в фармацевтической компании. В 1992—1996 годах вновь тренер «Торпедо». В 1997 году, когда клуб стал чемпионом страны, по инициативе руководства области ему вручили чемпионский перстень.
Позднее тренировал череповецкую «Северсталь» (1996—1997), новокузнецкий «Металлург» (1998—2000, 2006—2007), саратовский «Кристалл» (2000), уфимский «Салават Юлаев» (2000—2003) и новосибирскую «Сибирь» (2004—2005). Известен требовательностью к людям, прямотой и юмором высказываний.
В 1996 году награждён орденом Дружбы.
Сыграл в эпизодах в двух фильмах: «Романс о влюблённых» и «„Тигры“ на льду», выступил в качестве консультанта при создании картины «Такая жёсткая игра — хоккей».
Постоянный эксперт газеты «Футбол + Хоккей».
Был женат, воспитал двух дочерей. Жил в Ярославле, недалеко от Красной площади. Увлекался рыбалкой, регулярно участвовал в тренировках хоккейных ветеранов.
Скончался 15 марта 2013 года в Ярославле после продолжительной болезни. Похоронен на Леонтьевском кладбище рядом с погибшими хоккеистами «Локомотива».

## Память
Именем С. А. Николаева назван ярославский дворец спорта «Торпедо».